# Ngawa
Ngawa (chin. trad. 阿壩藏族羌族自治州, chin. upr. 阿坝藏族羌族自治州, pinyin Ābà Zàngzú Qiāngzú Zìzhìzhōu; tyb. རྔ་བ་བོད་རིགས་དང་ཆང་རིགས་རང་སྐྱོང་ཁུལ་, Wylie nga ba bod rigs dang ch'ang rigs rang skyong khul, ZWPY Ngawa Poirig Qangrig Ranggyong Kü) – prefektura autonomiczna tybetańskiej mniejszości etnicznej i mniejszości etnicznej Qiang w Chinach, w prowincji Syczuan. 
Siedzibą prefektury jest Barkam. W 1999 roku liczyła 816 465 mieszkańców.

## Podział administracyjny
Prefektura autonomiczna Ngawa podzielona jest na:
- miasto: Barkam
- 12 powiatów: Wenchuan, Li, Mao, Songpan, Jiuzhaigou, Jinchuan, Xiaojin, Heishui, Zamtang, Aba, Zoigê, Hongyuan.